# Station Fratton
Fratton is een spoorwegstation van National Rail in Fratton, Portsmouth in Engeland. Het station is eigendom van Network Rail en wordt beheerd door South Western Railway. 